# Valdepeñas de la Sierra (kommun)
Valdepeñas de la Sierra är en kommun i Spanien.   Den ligger i provinsen Provincia de Guadalajara och regionen Kastilien-La Mancha, i den centrala delen av landet, 60 km norr om huvudstaden Madrid. Antalet invånare är 193.